# Autoestrada A7
Die Gerês-Autobahn oder A7 ist eine portugiesische Autobahn zwischen Póvoa de Varzim und Vila Pouca de Aguiar. Sie ist 104 km lang und verläuft durch die Unterregionen Metropolregion Porto, Ave und Alto Tâmega, die sich in der Region Norden befinden. Die Autobahn führt durch die Städte Vila Nova de Famalicão, Guimarães und Fafe. Der Name ist dem Nationalpark Peneda-Gerês zu verdanken, der sich im nördlichen Teil der Autobahn befindet.
Die Autobahn beginnt in Póvoa de Varzim an einer Kreuzung mit der A28 in Richtung Viana do Castelo und Porto. In Vila Nova de Famalicão gibt es eine Kreuzung mit der A3 in Richtung Braga und Porto. In Richtung Guimarães verbindet sich die Autobahn mit der A11 in Richtung Braga und Penafiel. Angekommen in Vila Pouca de Aguiar, befindet sich die letzte Kreuzung mit der A24 in Richtung Chaves und Vila Real.

## Verlauf

### Die A7 in der Metropolregion Porto
Innerhalb der Metropolregion von Porto ist die A7 nur 12 km lang und hat damit die kürzeste Autobahnstrecke. Sie beginnt in Póvoa do Varzim und führt von der Avenida do Atlântico bis zur Kreuzung mit der A28 in Richtung Porto und Viana do Castelo. Dann geht es weiter in Richtung Rio Mau, mautpflichtig und zweispurig in jede Richtung.

### Die A7 in Ave
Die Autobahn überquert die Grenze zwischen der Metropolregion Porto und Ave und durchquert die Unterregion auf einer Länge von 65 km. In Vila Nova de Famalicão gibt es eine Kreuzung mit der A3 in Richtung Braga und Porto. In der Nähe von Guimarães verbindet sich die Autobahn mit der A11 in Richtung Braga und Penafiel. Im weiteren Verlauf führt die Autobahn durch die Stadt Fafe und weiter in Richtung Alto Tâmega.

### Die A7 in Alto Tâmega
Nach der Überquerung des Flusses Tâmega und dem Eintritt in die Subregion Alto Tâmega sind es nur noch 27 km bis zur Kreuzung mit der A24 bei Vila Pouca de Aguiar in Richtung Chaves und Vila Real.